# Weisel (Ehingen)
Weisel ist ein Ortsteil der Stadt Ehingen im Alb-Donau-Kreis in Baden-Württemberg. 
Der Weiler liegt circa dreieinhalb Kilometer südlich von Ehingen. Durch den Ort führt die Bundesstraße 465. Heute ist Weisel mit Sontheim fast zusammengebaut.

## Geschichte
Weisel wird 1254 erstmals urkundlich erwähnt. 
1973 wurde Weisel als Ortsteil von Kirchbierlingen zu Ehingen eingemeindet.